# Cavaillon (stolica tytularna)

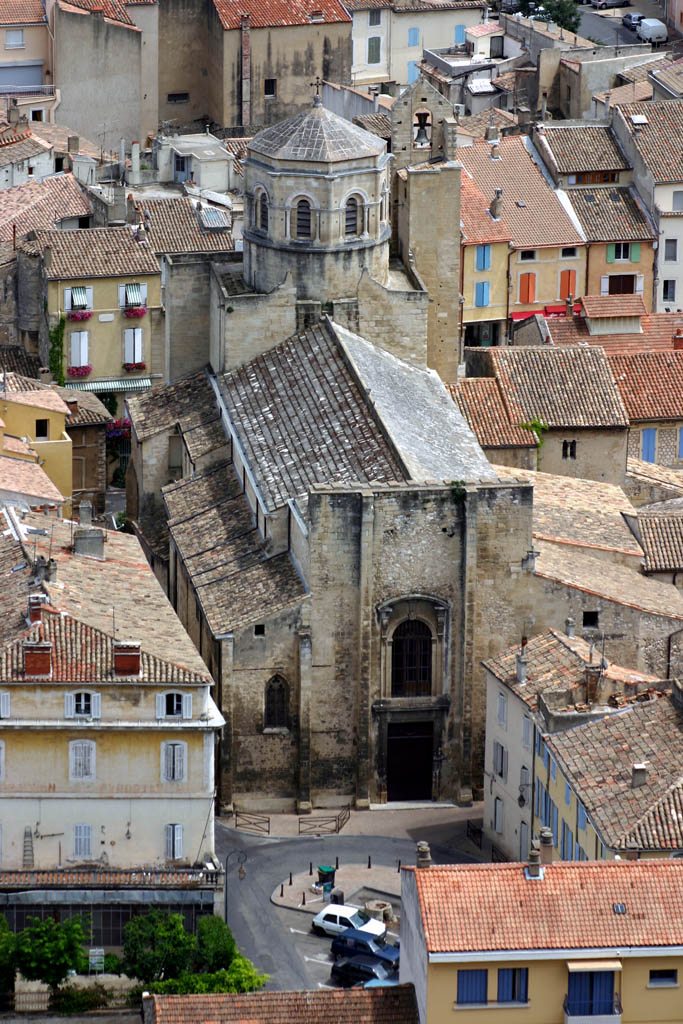
Dawna katedra diecezjalna w Cavaillon

Cavaillon (łac. Cavallicensis) – stolica historycznej diecezji we Francji erygowanej w roku 400, a włączonej w 1801 w skład archidiecezja Awinionu. 
Współcześnie miasto Cavaillon znajduje się w regionie Prowansja-Alpy-Lazurowe Wybrzeże we Francji. Obecnie katolickie biskupstwo tytularne ustanowione w 2009 przez papieża Benedykta XVI. 

## Biskupi tytularni
| Lp. | Biskup            | Funkcja                                   | Od             | Do |
| --- | ----------------- | ----------------------------------------- | -------------- | -- |
| 1   | Krzysztof Zadarko | biskup pomocniczy koszalińsko-kołobrzeski | 16 lutego 2009 |    |